# EPTC
L'EPTC, ou S-éthyl-dipropylthiocarbamate, est une substance active d'herbicide dérivé de l'acide thiocarbamique. Il est synthétisé à partir de la dipropylamine. Il se décompose assez rapidement (3 à 4 semaines).